# Estádio Godofredo Cruz
O Estádio Godofredo Cruz foi um estádio de futebol localizado em Campos dos Goytacazes no estado do Rio de Janeiro, inaugurado em 24 de janeiro de 1954, era o maior estádio de futebol não somente da cidade de Campos dos Goytacazes, como também é o terceiro maior estádio do interior do estado do Rio de Janeiro, só perdia para o Estádio Raulino de Oliveira, em Volta Redonda, e o Estádio Claudio Moacyr de Azevedo, em Macaé.
Pertencia ao Americano Futebol Clube e sua capacidade comportava 12 300 torcedores, após a execução de novas medidas visando o conforto e a segurança dos frequentadores, já que no passado a sua capacidade anunciada era para 25 000 espectadores.
A partida inaugural foi de Bangu versus Goytacaz, vencida pelo Bangu numa goleada de 4 a 1. O primeiro gol no estádio foi de Lucas (Bangu).
O recorde de público foi de 22.853 pagantes  em 30 de março de 1983, em um jogo entre Americano Futebol Clube e Flamengo. Partida válida pelo Campeonato Brasileiro que terminou empatada em 2 a 2.

## Demolição
De forma oficial, foi assinada em 21/08/2013 em uma quarta-feira no Cartório do 11º Ofício a escritura de compra e venda, em forma de permuta, da sede do Americano Futebol Clube, no Parque Tamandaré, (o estádio Godofredo Cruz) para a Imbeg.
Nesta transação, as dívidas tributárias e fiscais do Alvinegro campista foram quitadas e sanadas, incluindo a quitação do Refis (Programa de Recuperação Fiscal).
A área atual do clube com 25.000 m² foi permutada em troca de um complexo em um terreno de 198.000 m², com estádio para 8.000 torcedores, centro de treinamento completo com três campos de futebol e novas instalações sociais e administrativas, que será situada em Guarús, com total de 120.000 m² de área urbanizada.
Em 19 de fevereiro de 2014 foi iniciada a demolição do estádio, localizado há 60 anos em área nobre da cidade de Campos dos Goytacazes.
Em troca, pela venda do terreno onde ficava o estadio, a Imbeg, empresa de Campos especializada em construções civis, custeou a edificação do início ao fim do novo centro de trenamento do clube na cidade, localizado no bairro de Guarus. O Centro de Treinamento Eduardo Viana, novo endereço do clube, centralizará toda e qualquer atividade do Americano, e último passo dos planos do clube é construir ali um estádio com capacidade de 11 mil pessoas.